# Turbotek norweski
Turbotek norweski (Phrynorhombus norvegicus) – gatunek morskiej ryby flądrokształtnej z rodziny nagładowatych (Scophthalmidae). Jedyny przedstawiciel rodzaju Phrynorhombus. 

## Zasięg występowania
Zasiedla wody do 50 m, rzadko do głębokości 200 m. Występuje w północno-wschodniej części Atlantyku, w Morzu Północnym, w zachodniej części Bałtyku. Spotykany w arktycznych zimnych wodach aż po Morze Barentsa. 

## Charakterystyka
Ciało owalnego kształtu o brązowej, żółtobrązowej barwie z widocznymi, nieregularnymi ciemnymi plamami, które przechodzą aż na płetwy. Barwy te umożliwiają maskowanie się na tle skalnego podłoża. Rozstawienie oczu jest dość wąskie. Łuska na ciele posiada drobne ząbki, co w dotyku sprawia wrażenie szorstkiej powierzchni.
W linii bocznej występuje 46–52 łusek. Dorasta do 12 cm długości.

## Pokarm
Odżywia się małymi zwierzętami dennymi robakami, skorupiakami. Zjada też małe ryby. 

## Rozród
Tarło tego gatunku odbywa się w okresie od marca do czerwca. Dość wcześnie młode larwy przechodzą przeobrażenie a osiągając zaledwie 13 mm już są bardzo podobne do swoich rodziców.

## Znaczenie gospodarcze
Bez znaczenia gospodarczego.